# Траксвілл (Пенсільванія)
Траксвілл (англ. Trucksville) — переписна місцевість (CDP) в США, в окрузі Лузерн штату Пенсільванія. Населення — 2174 особи (2020).

## Географія
Траксвілл розташований за координатами 41°18′36″ пн. ш. 75°55′41″ зх. д. / 41.31000° пн. ш. 75.92806° зх. д. (41.310024, -75.928112).  За даними Бюро перепису населення США в 2010 році переписна місцевість мала площу 4,50 км², уся площа — суходіл.

## Демографія
Згідно з переписом 2010 року, у переписній місцевості мешкали 2152 особи в 881 домогосподарстві у складі 622 родин. Густота населення становила 478 осіб/км².  Було 942 помешкання (209/км²).
Расовий склад населення:
| - 97,4 % — білих - 0,8 % — чорних або афроамериканців - 0,5 % — азіатів |

До двох чи більше рас належало 1,1 %. Частка іспаномовних становила 0,7 % від усіх жителів.
За віковим діапазоном населення розподілялося таким чином: 23,4 % — особи молодші 18 років, 61,7 % — особи у віці 18—64 років, 14,9 % — особи у віці 65 років та старші. Медіана віку мешканця становила 43,2 року. На 100 осіб жіночої статі у переписній місцевості припадало 92,5 чоловіків;  на 100 жінок у віці від 18 років та старших — 88,6 чоловіків також старших 18 років.
Середній дохід на одне домашнє господарство  становив 64 471 долар США (медіана — 54 851), а середній дохід на одну сім'ю — 77 133 долари (медіана — 75 192). За межею бідності перебувало 10,0 % осіб, у тому числі 9,3 % дітей у віці до 18 років та 8,6 % осіб у віці 65 років та старших.
Цивільне працевлаштоване населення становило 1258 осіб. Основні галузі зайнятості: освіта, охорона здоров'я та соціальна допомога — 30,6 %, роздрібна торгівля — 15,3 %, виробництво — 9,6 %, будівництво — 9,5 %.